# Kolaborativní učení
Kolaborativní učení je učení ve skupině, která spolupracuje.
Pojem kolaborativní učení v Česku běžně zaměňujeme s pojmem kooperativní učení. (V angličtině se collaborative váže spíše k učení - learning, zatímco cooperative se používá častěji v souvislosti s praktickými činnostmi.)
Skupina spolupracuje na dosažení určitého cíle, obvykle na splnění složitější úlohy. Za splnění jsou zodpovědni všichni členové skupiny. Důležitou roli hrají sociální vztahy, jejich rozvoj a udržování je současně prostředkem ke splnění úlohy a současně cílem sám o sobě. Spolupráce vychází z otevřené komunikace, probíhá v atmosféře rovnocennosti, důvěry, sdílení a podpory. Z práce skupiny mají prospěch všichni jednotlivci. Členové skupiny zastávají různé role.
Přestože je hodnocena práce skupiny jako celku, každý z členů má individuální zodpovědnost za to, co se v průběhu spolupráce naučil.